# خوزه مانوئل گارسیا (بازیکن فوتبال)
خوزه مانوئل گارسیا (انگلیسی: José Manuel García; ۴ آوریل ۱۹۵۰ – ۳۰ نوامبر ۲۰۱۴) بازیکن فوتبال اهل اسپانیا بود.
از باشگاه‌هایی که در آن بازی کرده‌است می‌توان به باشگاه فوتبال اسپورتینگ خیخون اشاره کرد.